# Andrius Šedžius
Andrius Šedžius (* 23. Februar 1976 in Šiauliai) ist ein litauischer Unternehmer und Politiker, Mitglied des Seimas und früher auch des Rates der Stadtgemeinde Šiauliai.

## Leben
Nach dem Abitur 1993 an der 11. Mittelschule Šiauliai absolvierte Šedžius 1998 die Technikschule Šiauliai und 2004 das Bachelorstudium und 2006 das Masterstudium an der Šiaulių universitetas.
1999 war er Kommerzdirektor von UAB „Manukas“ und von 2004 Direktor des Medienunternehmens UAB „Šiaulių apskrities televizija“, von 2008 bis 2012 Mitglied des Seimas.

## Familie
Sein Vater Alvydas Šedžius ist Staatsbeamter, die Mutter Natalija Šedžiuvienė Pädagogin, seine jüngere Schwester Rūta Šedžiūtė-Bružienė Direktorin von UAB „Šiaulių RMB diagnostika“.
Andrius Šedžius hat die Töchter Andrėja und Aleksandra.